# Simon Hollósy
Simon Hollósy (Máramarossziget, Imperio austríaco, hoy Rumanía, 29 de octubre de 1857-Tiáchiv, Imperio austrohúngaro, hoy Ucrania, 8 de mayo de 1918) fue un pintor figurativo, naturalista y realista húngaro.

## Biografía
Nacido en una familia armenia, estudió en Budapest y Múnich, en la Academia de Bellas Artes de Múnich. Fundó una escuela de pintura en la capital bávara y durante el siglo XX cofundó la colonia de pintores de Nagybánya.

## Galería

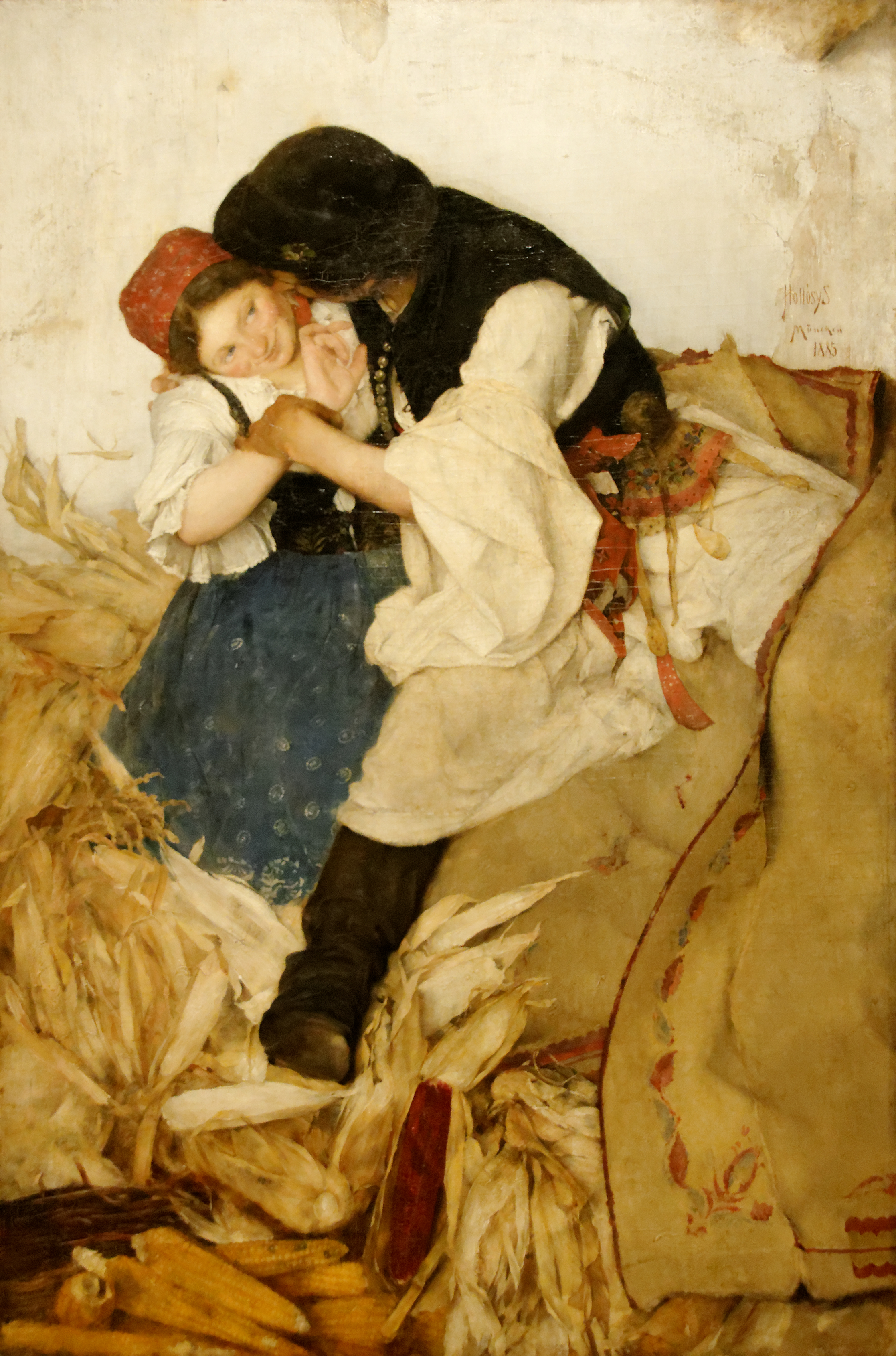
Los peladores de maíz, 1885
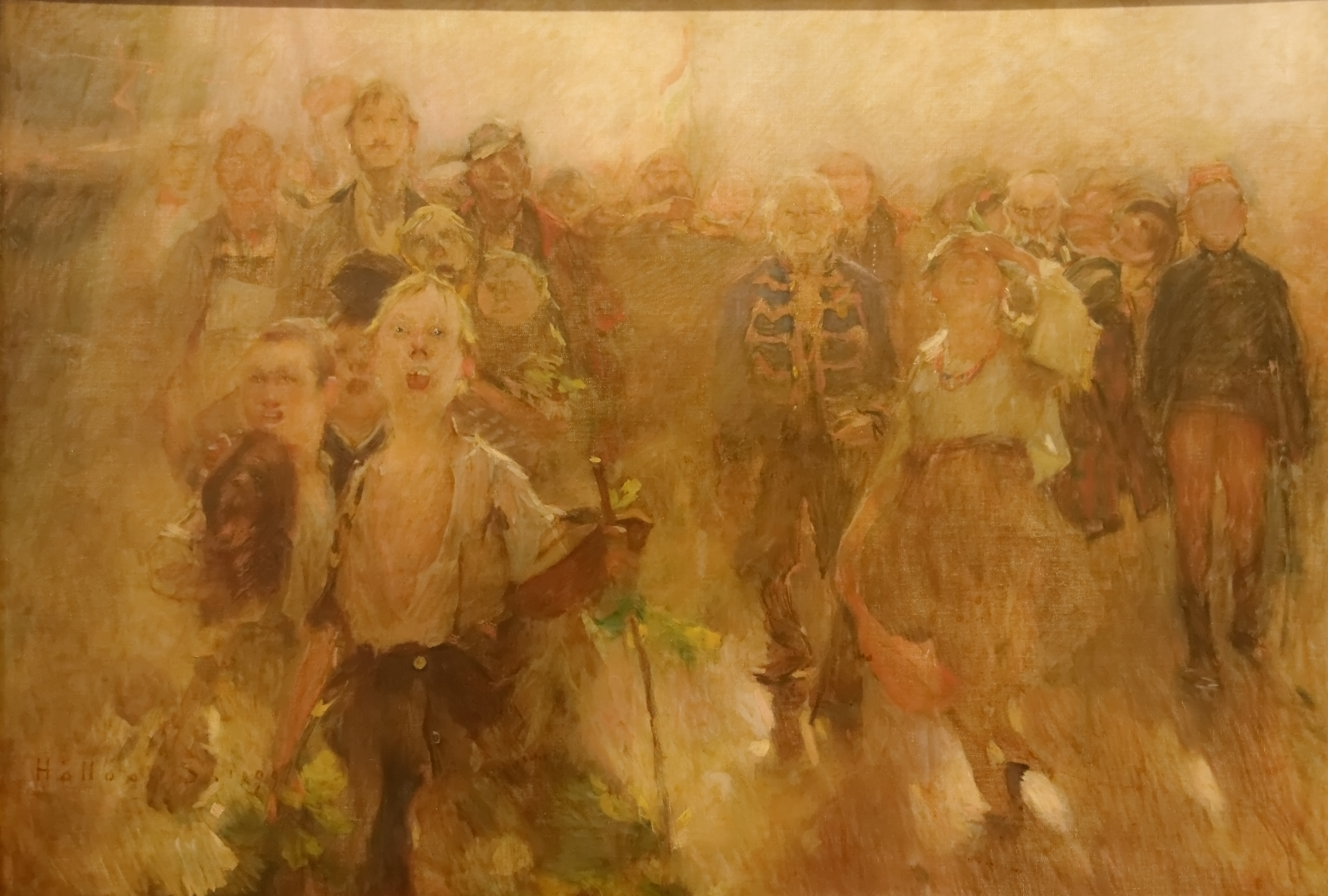
La Marcha de Rákóczi, 1899
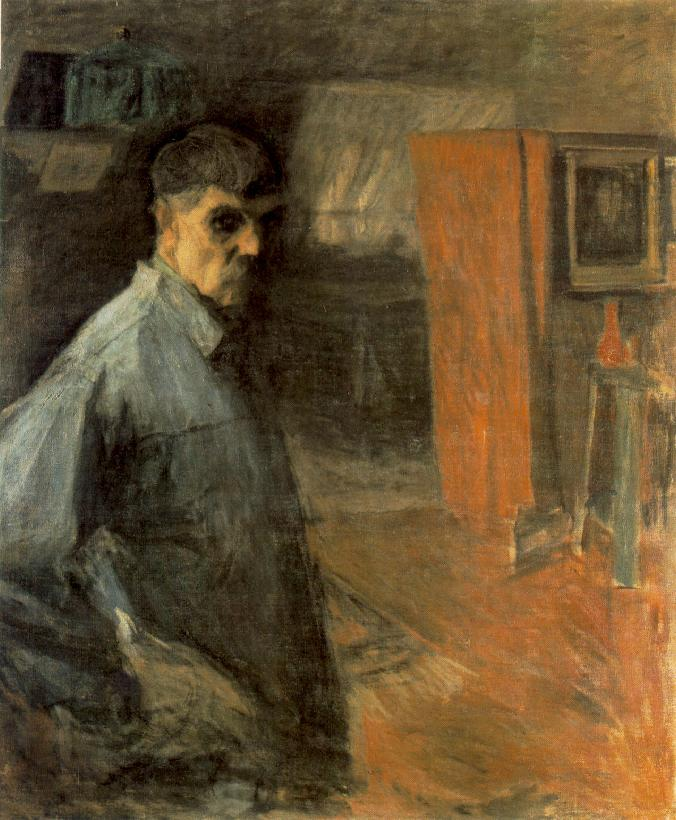
Autorretrato 1916